# Rødby
Rødby je město ležící na ostrově Lolland v jižním Dánsku. V roce 2024 mělo 1 957 obyvatel.

## Historie

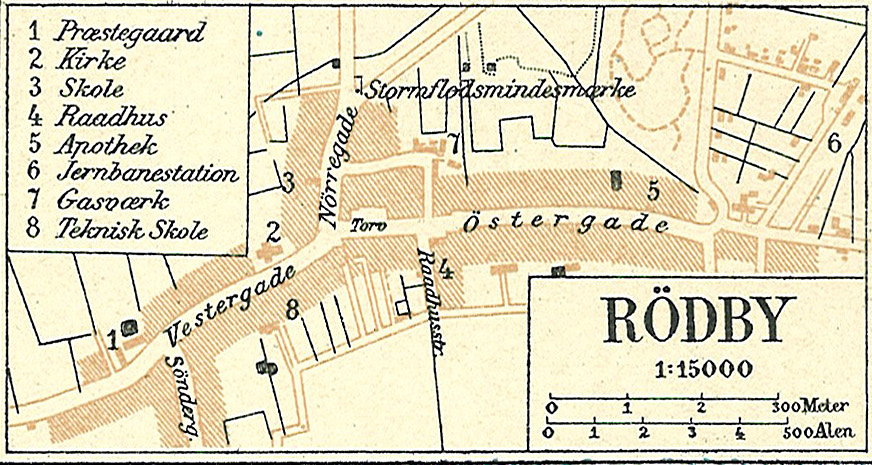
Historická mapa Rødby, 1900

První zmínka pochází z roku 1231 a to jako „Ruthby“.

## Přístav
Přístav Rødbyhavn se nachází na pobřeží přibližně 5 km jihozápadně od města Rødby. Rødbyhavn je trajektový přístav a je koncovým bodem dánské části evropské cesty E47.

## Významní lidé
- Emil Vett (1843–1911) dánský obchodník
- Gutte Eriksen (1918–2008) dánský keramik
- Knud Holscher (* 1930) dánský architekt a průmyslový designér
- Sophus Halle (1862–1924) dánský učitel, varhaník a skladatel